# Anissa Lahmari
Anissa Lahmari (Saint-Cloud, 17 febbraio 1997) è una calciatrice francese naturalizzata marocchina, centrocampista offensivo del Levante e della nazionale marocchina.
Con la maglia della nazionale francese Under-19 è giunta fino alle semifinali del Europeo d'Israele 2015.

## Carriera

### Club

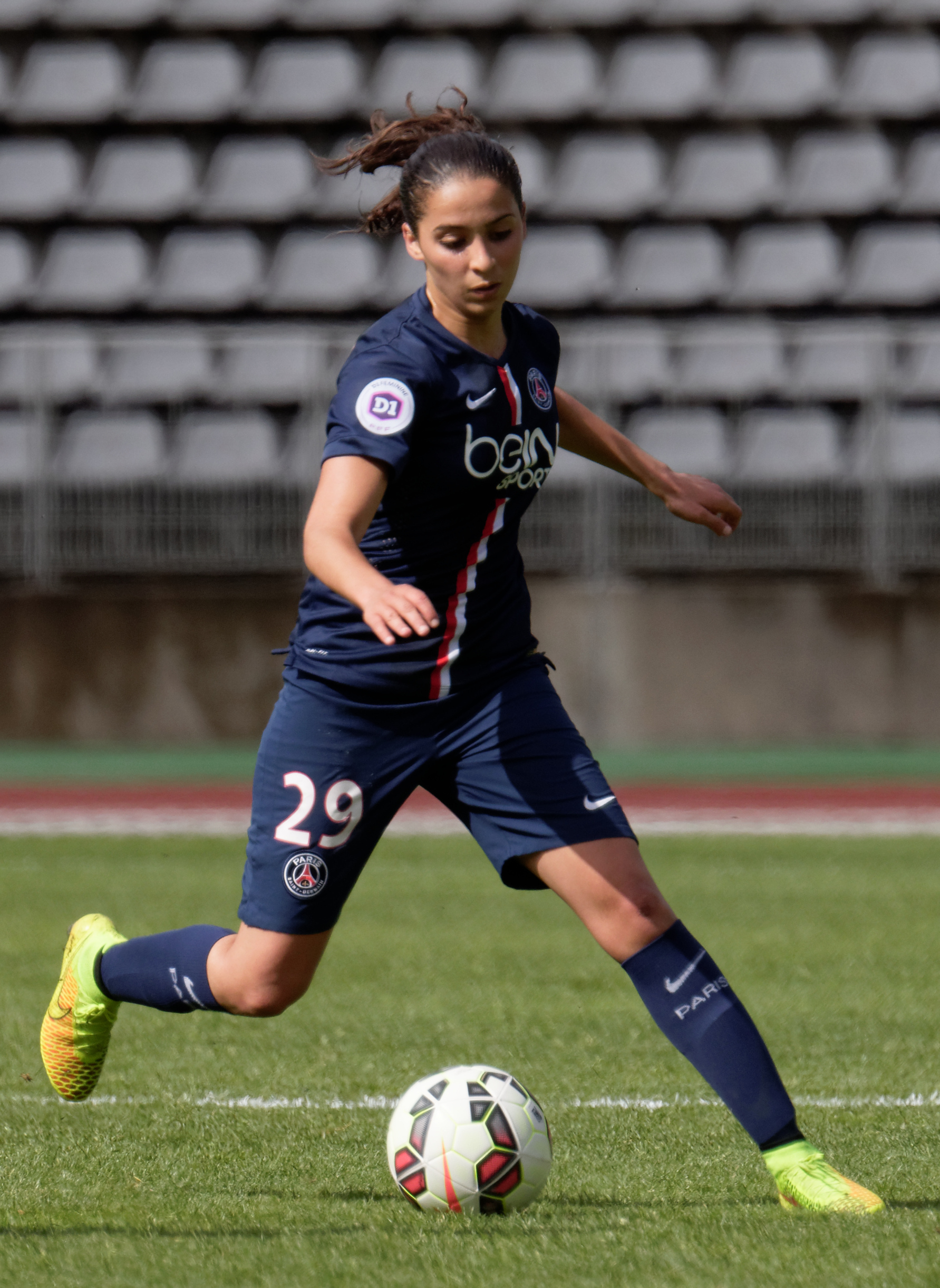
Lahmari, al centro, nell'incontro del debutto in D1.

Di origini algerine e marocchine, Anissa Lahmari si avvicina al calcio fin da giovanissima, iniziando l'attività nel 2005 giocando nelle formazioni giovanili miste del Boulogne-Billancourt, società dove rimane fino al 2008 prima di passare al Issy, dove rimane due stagioni sempre giocando con i maschietti fino ai 13 anni d'età quando decide di trasferirsi al Paris Saint-Germain continuando l'attività in una formazione interamente femminile. Oltre a giocare con le formazioni Under-16 e Under-17, dalla stagione 2012-2013 è inserita nella formazione che partecipa al campionato nazionale Under-19, mentre dalla stagione 2014-2015 è aggregata alla prima squadra facendo il suo debutto in Division 1 Féminine, massimo livello del campionato francese, il 3 maggio 2015, nell'incontro vinto 5-0 con il Rodez, inserita titolare dal tecnico Farid Benstiti, mentre sigla la sua prima rete sei giorni più tardi, bloccando al 93' il risultato di 3-0 sulle avversarie dell'Arras. In quella stessa stagione debutta anche in UEFA Women's Champions League dove il 22 marzo 2015 va a segno nella fase a eliminazione diretta aprendo le marcature nell'incontro vinto per 2-0 sulle scozzesi del Glasgow City. Rimane legata alla società francese anche per le stagioni seguenti, venendo tuttavia impiegata occasionalmente.
Nel 2017 il PSG decide di trasferirla in prestito al Reading, dove Lahmari gioca il suo primo campionato estero, il FA WSL 1, l'allora denominazione del livello di vertice del campionato inglese. L'attaccante francese gioca la stagione 2017, detta anche Spring Series in quanto edizione ridotta di passaggio dallo schema di torneo "estivo" a uno schema di torneo "invernale". Ottiene il sesto posto in campionato, scendendo in campo in 5 occasioni, delle quali una sola da titolare.
Nell'estate 2017 fa ritorno in Francia, questa volta e nuovamente in prestito al Paris FC, squadra che si è iscritta come sezione femminile dell'omonimo club acquisendo il titolo sportivo dal FCF Juvisy. Sotto la guida tecnica di Pascal Gouzenes Lahmari inizia a giocare con regolarità, terminando il campionato con 21 presenze e 3 reti realizzate e condividendo con le compagne il raggiungimento della quarta posizione in classifica.
Dall'estate 2018 fa ritorno in rosa con il PSG, giocando 6 incontri e siglando una rete in campionato prima di essere ceduta, nuovamente in prestito, al Soyaux.